# 大島千穂
大島 千穂（おおしま ちほ、1996年8月31日 - ）は、元茨城放送（現在のLuckyFM茨城放送）アナウンサー。茨城県結城市出身。

## 人物・来歴
宇都宮短期大学附属高等学校音楽科、フェリス女学院大学音楽学部を卒業した。2019年4月、茨城放送にアナウンサーとして入社した。
趣味・特技は歌うこと。学生時代は声楽に取り組んでおり、日本歌曲、オペラ、ミュージカル曲等を得意とするほか、番組内で歌声を披露することもあった。他に声真似（ピカチュウ、エルモ）・書道もあげている。日本化粧品検定2級保持。｢NewJeans｣ ｢Red Velvet｣を始めとするK‐POPを好む。
地元・結城市から「結城紬大使」に任命されている。
2023年6月22日放送の 『Music Pick up after Millennium（2000）』で、茨城放送からの退社とアナウンサーの引退を発表し、同月末をもって退社・引退した。
引退後は、美容ディーラー かすがで、ビューティーアドバイザーを務める

## 担当した番組
- HAPPYパンチ!（火曜アシスタント→月曜・火曜アシスタント→火曜アシスタント→2022年10月より月曜アシスタント、2023年3月まで）
- J・K HIP-HOP（2023年4月から2023年6月まで）
- Music Pick up after Millennium（2000）（2020年10月から2021年3月までは山下真保子とともに隔週水曜→2021年4月より毎週木曜、2023年6月まで）
- MUSIC STATE（2022年10月より火曜担当、2023年6月まで）
- スクーピーレポート（不定期）
- こちら110番（2023年6月まで）
- 番組審議会だより
- LuckyFesの楽しみ方

## 他局への出演

### ラジオ
- 川﨑玲奈の踊るラジオシャドウ（K-mix・2021年12月23日）
- 江本一真のゴッジ（広島FM・2023年4月12日）